# Robin Raphel
Robin Lynn Raphel (1947) é uma americana, ex- diplomata, lobista, embaixadora, analista da CIA e especialista em assuntos sobre o Paquistão.
Em 1993, foi nomeada pelo presidente Bill Clinton como Secretária de Estado Adjunta para os Assuntos da Ásia do Sul e Central. Posteriormente, ela serviu como embaixadora dos Estados Unidos na Tunísia de 7 de novembro de 1997 a 6 de agosto de 2000, durante o segundo mandato de Clinton. Nos anos 2000, Raphel ocupou vários cargos diplomáticos relacionados ao Sul da Ásia. Ela aposentou-se do Departamento de Estado em 2005 após completar 30 anos de serviço.
Após a aposentadoria, Raphel foi contratado para chefiar o grupo comercial e de assuntos globais da Cassidy & Associates, uma empresa de lobby em Washington, D.C. Ela voltou ao Departamento de Estado em 2009 como conselheira sénior para os assuntos do Paquistão sob a direção de Richard Holbrooke, durante o mandato da então secretária de Estado Hillary Clinton. Até 2 de novembro de 2014, ela atuou como coordenadora de assistência não militar ao Paquistão.
Raphel foi objeto de uma investigação federal de contra - espionagem. A vigilância das suas comunicações começaram em fevereiro de 2013 e tornou-se do conhecimento público em outubro de 2014. Ela era suspeita de ser um ativo do Paquistão. Depois de abandonar a alegação de que ela estava espionando, o FBI pediu a Raphel que se declarasse culpado de manuseio incorreto de documentos confidenciais. Raphel recusou o acordo judicial e, em março de 2016, o Departamento de Justiça recusou-se a abrir acusações contra ela.

## Infância e educação
Robin Lynn Johnson nasceu em Vancouver, Washington em 1947, filha de Vera e Donald Johnson, gerente de uma fábrica de alumínio. Ela tem duas irmãs, Karen Freeze e Deborah Johnson. Ela formou-se no colégio em Longview, Washington em 1965.
Ela recebeu um BA em história e economia pela Universidade de Washington em 1969. Durante o seu ano de graduação, ela estudou história na Universidade de Londres, e mais tarde retornaria à Inglaterra após a graduação para estudar por um ano na Universidade de Cambridge. Em 1970, ela assumiu o cargo de professora no Damavand College, uma faculdade feminina iraniana em Teerã, onde lecionou história por dois anos. Ela obteve o seu mestrado em economia pela Universidade de Maryland.

## Carreira

### Inicio da carreira diplomática
Começou a sua carreira no governo dos Estados Unidos como analista da CIA após concluir o mestrado. Depois de deixar o Irã, ela juntou-se ao corpo diplomático e ajudou a USAID em Islamabad como analista económica. Em 1978, Raphel voltou aos Estados Unidos e ingressou no Departamento de Estado. Ela assumiria uma série de atribuições pela próxima década, incluindo cargos em Londres, até que foi nomeada como conselheira política na embaixada dos Estados Unidos em Pretória, África do Sul em 1988. Em 1991, ela assumiu a atribuição de conselheira política na Embaixada dos Estados Unidos em Nova Delhi, Índia.

### Secretária de estado adjunta
Em 1993, o presidente Bill Clinton nomeou Raphel como a primeira Secretário de Estado Adjunta para os Assuntos da Ásia do Sul e Central no Bureau de Assuntos da Ásia do Sul e Central, uma posição recém-criada no Departamento de Estado com foco numa gama crescente de problemas no Afeganistão, Paquistão e Índia, incluindo estabilidade democrática, proliferação nuclear, acesso à energia, extremismo islâmico e talibã , pobreza e questões de direitos das mulheres.
Na época, o Paquistão não havia testado as suas capacidades nucleares, optando por uma política de opacidade nuclear. O programa nuclear da Índia estava na época também sob o mesmo status não declarado, que terminou em 1998 com os testes Pokhran-II. As tensões entre o Paquistão e a Índia sobre a disputa não resolvida na Caxemira ameaçavam uma guerra entre as duas nações. As forças armadas e os serviços de inteligência do Paquistão estavam usando a turbulência do Afeganistão para criar "profundidade estratégica", promovendo alianças com o Talibã. Enquanto isso, a experiência da democracia no Paquistão estava testemunhando uma mudança de porta giratória induzida pelo exército entre os governos de Benazir Bhutto e Nawaz Sharif.

#### Disputa do Paquistão e da India sobre a Kashmir
No Departamento de Estado, Raphel tentou reduzir as tensões entre a Índia e o Paquistão, envolvendo os dois países numa solução negociada para a sua disputa sobre a Caxemira. A Caxemira foi levantada na agenda da primeira visita de Estado de Bhutto a Washington em abril de 1995. Seria continua sendo um tópico importante das discussões regionais e bilaterais com a Índia e o Paquistão durante os dois mandatos de Clinton. Ela deixou a seção do Departamento de Estado da Ásia do Sul no final de junho de 1997.

#### Trabalho com o Talibã durante aGuerra civil Afegã (1992 - 1996)
Durante o seu mandato no Departamento de Estado, Raphel trabalhou para apoiar a política do governo dos EUA de engajamento e colaboração com o Talibã. Ela foi uma das primeiras autoridades americanas séniores a encontrar-se pessoalmente com o Talibã.
Um dos canais para a cooperação EUA-Talibã que ela priorizou foi por meio da energia. As políticas de energia dos EUA em meados da década de 1990 buscaram desenvolver rotas alternativas de abastecimento para conter as crescentes tensões no Médio Oriente. O governo Clinton apoiou oleodutos e gasodutos para transportar as reservas de energia do Turquemenistão através do Afeganistão até uma saída no porto de Gwadar, no Oceano Índico, no Paquistão. Unocal, uma empresa americana que era uma das muitas empresas internacionais de petróleo que buscavam os direitos para construir este oleoduto, entrou em negociações com o Talibã, para garantir a proteção do oleoduto.
Raphel falou a favor do projeto do oleoduto em viagens ao Afeganistão e Paquistão em abril e agosto de 1996. O seu encontro com líderes do Talibã em 1996 foi para defender um projeto do oleoduto que lhe rendeu o apelido de "Lady Taliban" na imprensa indiana. Depois que o sucessor de Raphel, Karl Inderfurth, assumiu o controle, o negócio do oleoduto entrou em colapso, no entanto.
Raphel participou do estabelecimento de relações diplomáticas do Departamento de Estado com o Talibã logo após a tomada de Cabul.

#### Advocacia para o Paquistão
Raphel entrou na sua missão no Departamento de Estado num momento em que as relações entre os EUA e o Paquistão estavam tensas. As sanções impostas por George H. W Bush sobre as preocupações com o florescente programa nuclear do Paquistão sob a Emenda Pressler baniram todos os laços militares, o fornecimento de equipamento militar e caças a jato, e cortou as relações políticas com Islamabad. Bhutto buscou uma reaproximação com a Casa Branca de Clinton, visitando os Estados Unidos em abril de 1995. Bhutto, trabalhando com o enviado do Paquistão a Washington na época, Dra. Maleeha Lodhi, buscou o apoio do Congresso para uma exceção à Emenda Pressler isso permitiria ao Paquistão receber o equipamento militar pelo qual já havia pago. Esta exceção a Pressler (conhecida como Emenda Brown) foi fortemente apoiada por Raphel e por outros funcionários da administração Clinton. Ele entrou em vigor em novembro de 1995, permitindo a transferência única para o Paquistão de 368 milhões de dólares em equipamentos que haviam sido bloqueados pela Emenda Pressler.

### Criticas da India
Raphel tornou-se impopular com a mídia indiana em 1993, após descrever publicamente a Caxemira como um "território disputado". A posição da Índia é que Jammu e Caxemira, tinham sido cedidos à Índia em 1947 pelo seu maharajah, e por isso seriam parte integrante do território indiano. A defesa de Raphel pelas negociações entre a Índia e o Paquistão foi vista como um ataque à integridade territorial da Índia.
Também na década de 1990, as autoridades indianas que grampearam o telefone de Raphel souberam que ela era favorável a uma resolução da ONU de condenação das ações da Índia na Caxemira, mas foi rejeitada pelos "superiores".